# コオロギ
コオロギ（蟋蟀、蛬、蛩、蛼）は、昆虫綱バッタ目（直翅目）キリギリス亜目（剣弁亜目）コオロギ上科またはコオロギ科またはコオロギ亜科に属する昆虫の総称である(場合によってはケラを除くことがある)。別名には「しっそつ」「しっしつ」「しっしゅつ」がある。日本ではコオロギ科のうちコオロギ亜科に属するエンマコオロギ、ミツカドコオロギ、オカメコオロギ、ツヅレサセコオロギなどが代表的な種類として挙げられる。
コオロギは鳴く虫として知られ、コオロギを飼ってその鳴き声を楽しむ文化は世界各地で見られる。日本では奈良時代から和歌に詠まれたり、江戸時代には虫を売ることを生業とする「虫屋」や「虫問屋」が存在していた。
食用として、中国南部や東南アジアでは昔から日常的に食べられ、日本でも一部地域で常食されていた記録がある。2013年に国連食糧農業機関（FAO）は、将来の食糧問題の解決策の1つとして、昆虫類の活用を提案する報告書を発表し、世界的に研究、商品化に向けての取り組みが進んでいる。

## 体の形態
成虫の体長は10mm前後 – 40mmほどで、エンマコオロギ（26mm）、オカメコオロギ（14mm）、ツヅレサセコオロギ（20mm）などであり、アリヅカコオロギ（3mm）のように数mmしかないものや、タイワンオオコオロギ のように40mmを超える種類もいて様々である。
体色は黒 - 茶色のものが多い。頭部には長い触角を持ち、腹部にも1対の尾毛があり、雌は長い産卵管をもつ。地上性-半地上性の多くの種類は他のバッタ目昆虫に比べ胸に柔軟性があり、頭さえ通ればその隙間をくぐり抜けてしまう。しかしスズムシのようにこの特技を持ち合わせていないものもいる。
脚
脚の中では後脚が特に長く太く発達し、移動や逃走の際には後脚を利用して跳躍するものが多い。また、前脚脛節のつけ根に耳（弦音器官）を持つ。この感覚器が刺激されると身体が硬直するため、捕食者から逃れようと石の隙間に入り込んだり、ヒトが指でつまんだりすると擬死（いわゆる「死んだふり」）に陥ることがある。
翅（羽）
成虫の雄は前翅に発達した発音器をもち、種特有の鳴き声を出す。一方で、発音器のないものや前後の翅が鱗状に退化したものや全く消失しているものもいる。樹上性の種類の中には、立派な翅があるにもかかわらず雄も全く鳴くことが出来ないものも少なくない。翅を使って鳴く種類のオスとメスを比べた場合、メスの前翅の翅脈は前後に直線的に伸びるが、オスの翅脈は複雑な模様を描く。中にはメスに翅がなく、オスに鳴くための前翅だけがあるカネタタキのような種類や、オスは羽化後に後翅が取れてしまう種類もいる。
成虫には翅（羽）があり、翅を使って飛翔する種類がいる。コオロギ上科の多くの種では、同種、同性であっても、環境その他の影響により前・後翅が長く発達し飛翔することのできる長翅型と、それらが短く飛翔できない短翅型が出現する。これらの違いは、その個体が生育するうえで被ったストレスに関係があることが実験により確かめられている。幼虫時に脚や尾毛等の付属肢（特に脚）を切断したり、高温や低温にさらして飼育すると、その個体は短翅型として羽化し、一方、完品のまま適温範囲内で成長した個体は長翅型として羽化する。また、長翅型として羽化して直後に脚を失うと、飛翔せずに後翅を脱落させ飛翔能力をすみやかに放棄する。これらのことから、コオロギは、体にストレスを受けると、体内のホルモンが、長翅による飛翔という冒険的行動をその個体に控えさせるよう働くと考えられている。

## 生態

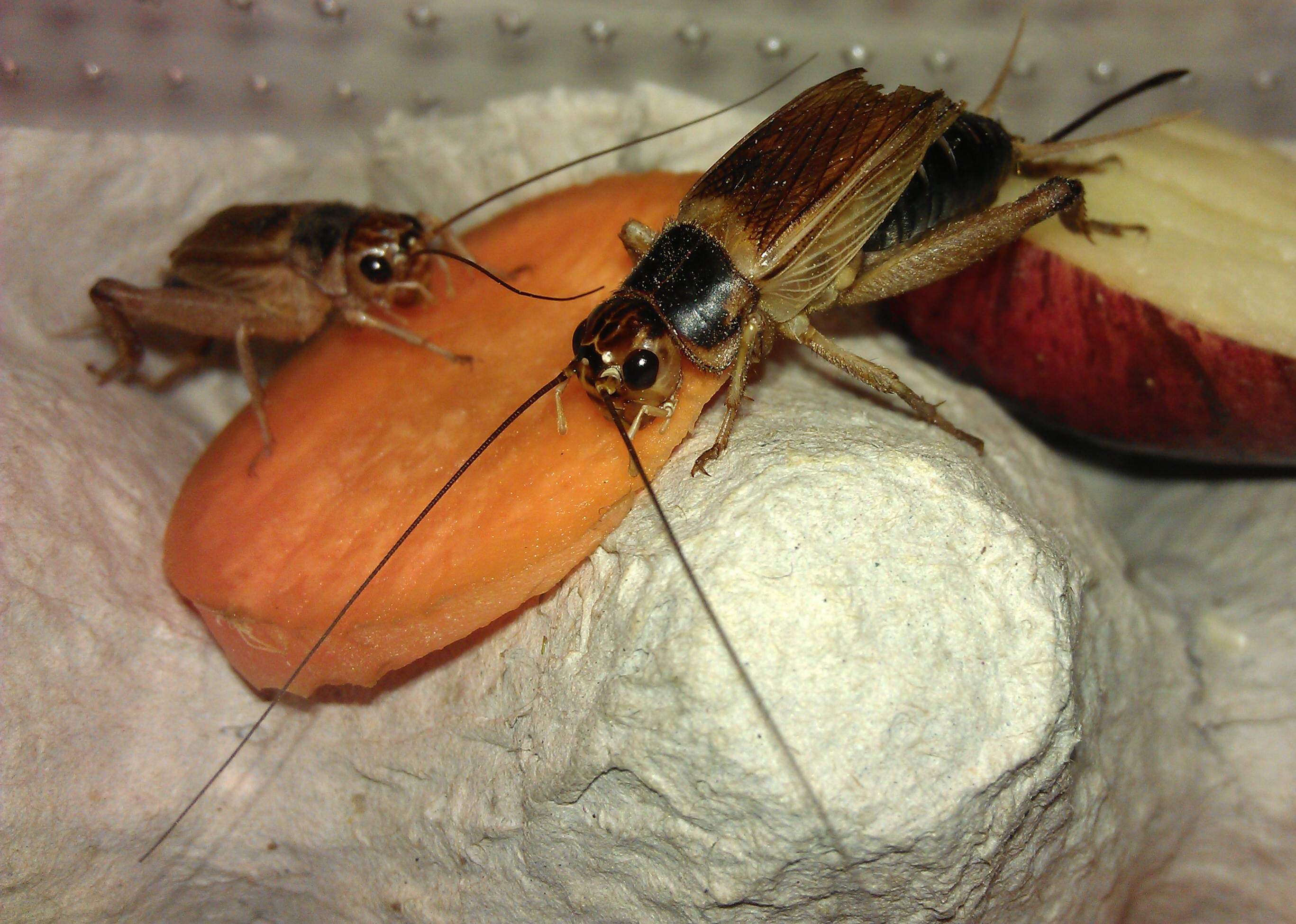
ニンジンを餌にして飼育されているヨーロッパイエコオロギ

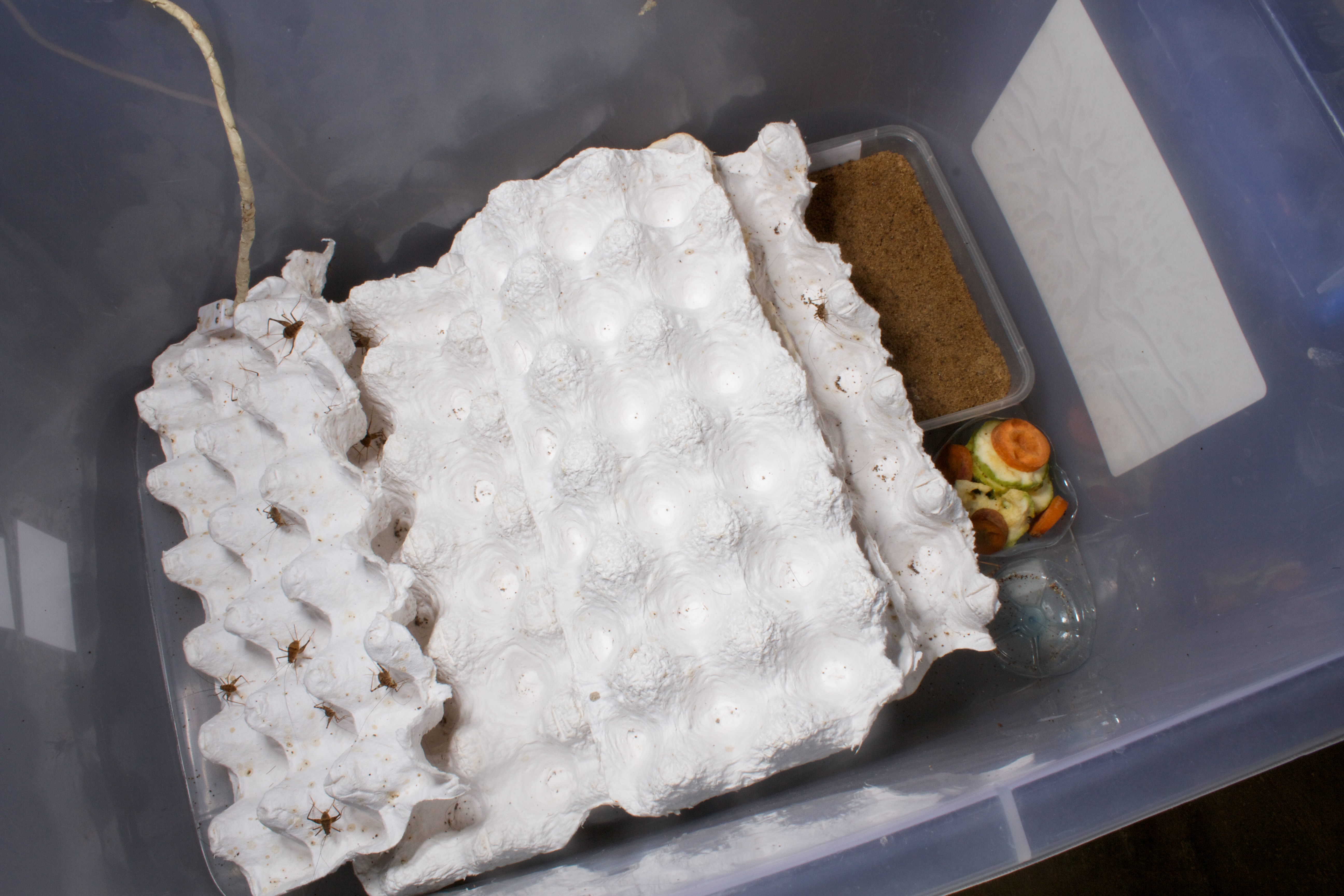
再生紙で出来た卵トレイは、居住区域の表面積を広げ、重なりが生む隙間空間は隠れ家にもなる

田畑、草原、森林、人家の周囲などの地上に生息するが、乾燥地、湿地、山地、海岸など環境によって見られる種類は異なる。ほとんどのコオロギは夜行性で、日中は草地や石の下、穴など物陰に潜むことが多い。中には洞窟性のものやアリヅカコオロギのようにアリの巣に共生するものもいる。触角、尾毛、耳などの感覚器や鳴き声はこれらの暗い空間に適応したものである。夜間に地上を徘徊する種類には飛翔して灯火に飛来するものもいる。
天敵はカマキリ、クモ、ムカデ、カエル、トカゲ、鳥類などである。このような天敵に遭遇した時は後脚で大きく跳躍して逃走する。擬死の習性は、カエルのように動く餌を狙う天敵による捕食を免れるには有効とみられる。また、湿地に適応した種類は水面に落ちてもよく水に浮き、人間の平泳ぎのように後脚で水面を蹴ってかなりの速度で泳ぐ。
産卵、ライフサイクル
普通、成虫は晩夏 - 秋に現れ、種により特有の鳴き声で求愛をする。交尾が終わったメスは土中や植物の組織内に一粒ずつ産卵する。メスの尾端には長い産卵管があり、産卵の際に土中や植物の組織内に産卵管を差し込む。日本の本州などの温帯地方に生息するものは、冬になる前に産卵して死に、卵で越冬し、暖かくなると孵化するものが多い。これらのコオロギは、1年に1回しか増えないため、大量飼育には適さない。食用や飼料用に飼育されるフタホシコオロギやヨーロッパイエコオロギは、30℃以上の環境で1年中産卵し、飼育条件が整うと爆発的に増殖する。幼虫は小さくて翅がない以外は成虫によく似ている。脱皮後のコオロギの羽は白色をしており、しばらく時間をかけて羽が固まり黒っぽく色付いていく。また、自身の脱皮した抜け殻を食べる習性がある。
食事
完全な草食や肉食もいるが、ほとんどが雑食で何でも食べる。自然界では、野菜、果物、葉、花、昆虫の幼虫、無脊椎動物の死骸など様々なものを食べる。爬虫類のエサとして栄養価の高いコオロギを飼育する場合は、オーツ麦、ふすま、穀物、熱帯魚のエサなどのドライフードや猫や犬のペットフード、新鮮な野菜と果物などを与える。コオロギ用フードも販売されていて、植物性素材のみの食事で飼育する場合に、タンパク質を追加するサプリメントもある。共食いは、膨大な数のコオロギが密集していてエサが足りない場合に起こり、十分な食料と隠れ家を用意することで避けることができる。また、動きが鈍いものや死んだコオロギを食べるため、死んだものは早く取り除くようにする。

## 分類

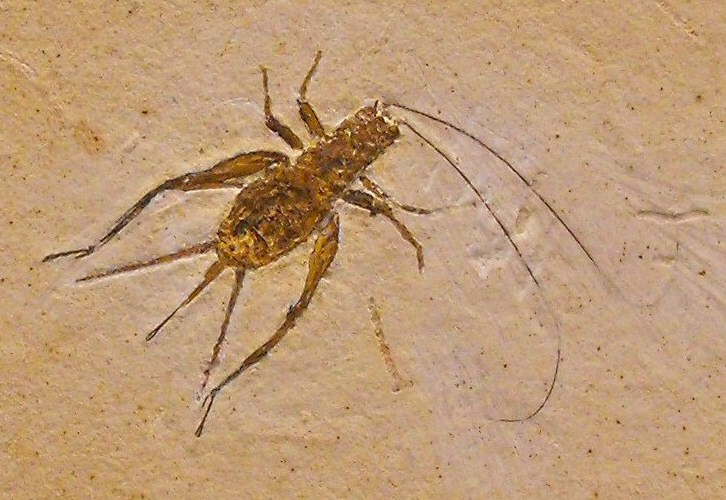
白亜紀のコオロギ化石、ブラジル

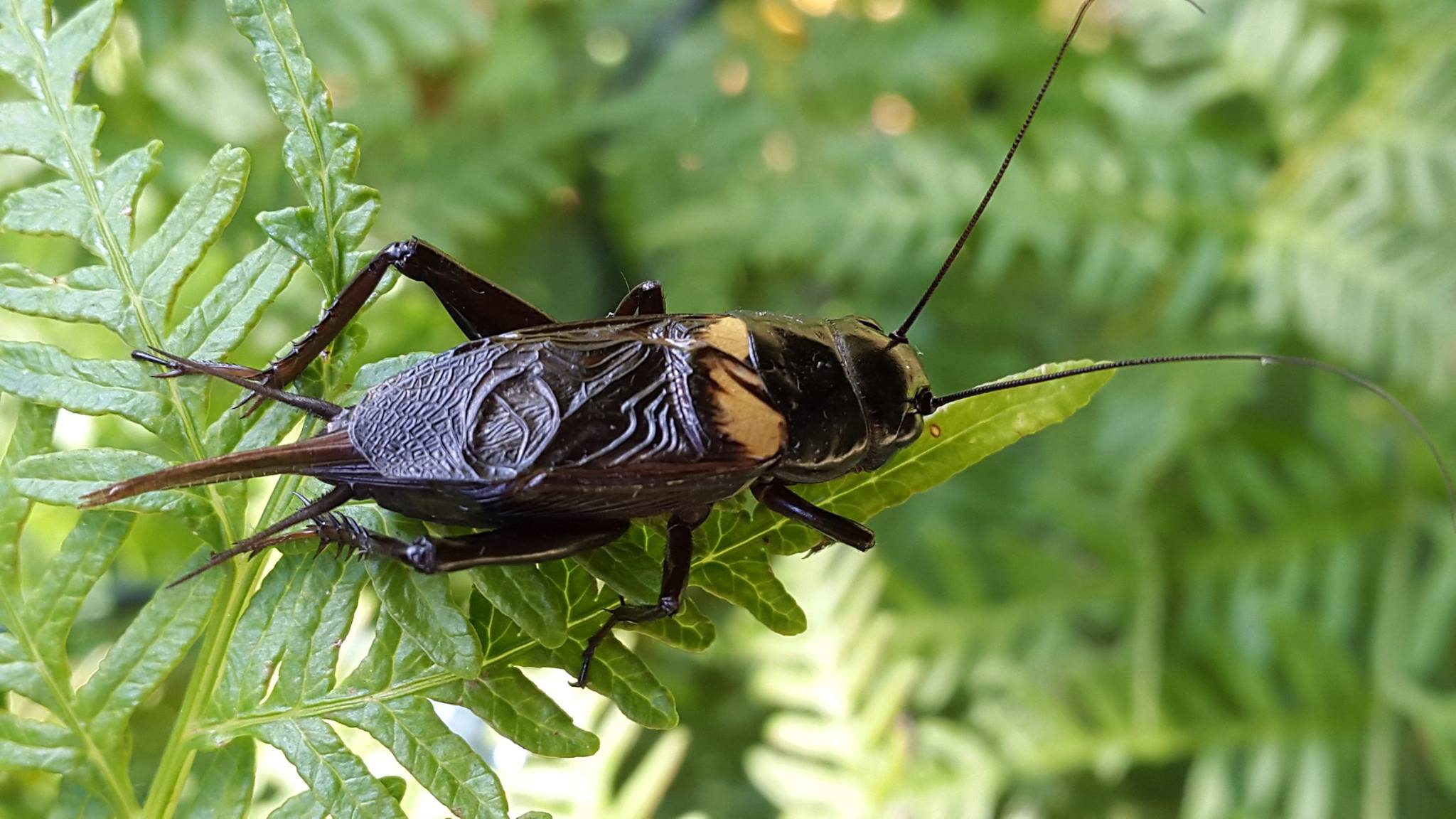
フタホシコオロギ

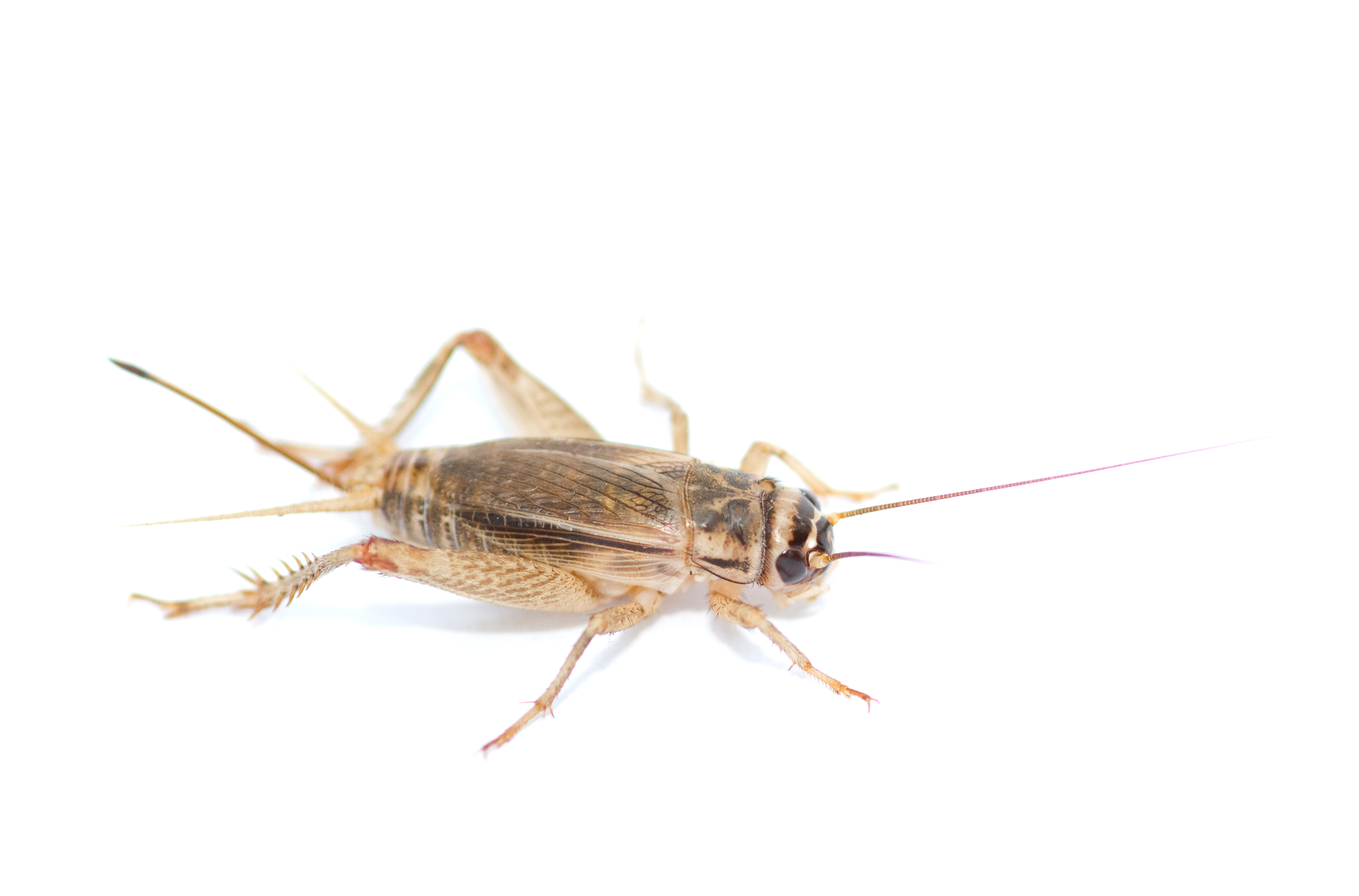
ヨーロッパイエコオロギ

学術的な分類では、コオロギは、動物界 > 節足動物門 > 昆虫綱 > 直翅目（バッタ目） > コオロギ亜目 > コオロギ上科 > コオロギ科に属する。温・熱帯に多く生息し、日本本州に生息するコオロギとしては、秋に鳴くエンマコオロギなどが知られている。
コオロギ上科 （Grylloidea） の分類群を以下に示す。
- †Baissogryllidae - 化石種のみ
- †Protogryllidae - 化石種のみ
- ケラ科 Gryllotalpidae - ケラなど
- アリヅカコオロギ科 Myrmecophilidae - アリヅカコオロギ
- カネタタキ科 Mogoplistidae - カネタタキ
- コオロギ科 Gryllidae
  - Brachytrupinae
  - Cachoplistinae - スズムシをここに分類する説あり
  - マツムシ亜科 Eneopterinae - マツムシ
  - Euscyrtinae - カヤコオロギ
  - コオロギ亜科 Gryllinae - エンマコオロギ、ツヅレサセコオロギ、ミツカドコオロギ、ハラオカメコオロギなど
    - フタホシコオロギ属（コオロギ属） Gryllus

  - Gryllomiminae
  - Gryllomorphinae
  - †Gryllospeculinae - 化石種のみ
  - Hapithinae
  - Itarinae
  - Landrevinae
  - Luzarinae
  - Malgasiinae
  - マダラスズ亜科 Nemobiinae - マダラスズ、シバスズなど
  - カンタン亜科 Oecanthinae - カンタン、ヒロバネカンタンなど
  - Paragryllinae
  - Pentacentrinae
  - Phaloriinae
  - Phalangopsinae - スズムシ
  - マツムシモドキ亜科 Podoscirtinae - アオマツムシ
  - Pteroplistinae
  - Rumeinae
  - Sclerogryllinae
  - Tafaliscinae
  - クサヒバリ亜科 Trigonidiinae - クサヒバリ
  - 亜科不明 incertae sedis - 化石種を中心に15属

これらのうち、現生科の系統関係は、以下のようになる。
|  | アリヅカコオロギ科 Myrmecophilidae                                                  |
|  |                                                                                     |
|  | \| \| カネタタキ科 Mogoplistidae \| \| \| \| \| \| コオロギ科 Gryllidae \| \| \| \| |
|  |                                                                                     |
|  | カネタタキ科 Mogoplistidae                                                          |
|  |                                                                                     |
|  | コオロギ科 Gryllidae                                                                |
|  |                                                                                     |

|  | カネタタキ科 Mogoplistidae |
|  |                            |
|  | コオロギ科 Gryllidae       |
|  |                            |

|  | アリヅカコオロギ科 Myrmecophilidae                                                  |
|  |                                                                                     |
|  | \| \| カネタタキ科 Mogoplistidae \| \| \| \| \| \| コオロギ科 Gryllidae \| \| \| \| |
|  |                                                                                     |
|  | カネタタキ科 Mogoplistidae                                                          |
|  |                                                                                     |
|  | コオロギ科 Gryllidae                                                                |
|  |                                                                                     |

|  | カネタタキ科 Mogoplistidae |
|  |                            |
|  | コオロギ科 Gryllidae       |
|  |                            |

|  | アリヅカコオロギ科 Myrmecophilidae                                                  |
|  |                                                                                     |
|  | \| \| カネタタキ科 Mogoplistidae \| \| \| \| \| \| コオロギ科 Gryllidae \| \| \| \| |
|  |                                                                                     |
|  | カネタタキ科 Mogoplistidae                                                          |
|  |                                                                                     |
|  | コオロギ科 Gryllidae                                                                |
|  |                                                                                     |

|  | カネタタキ科 Mogoplistidae |
|  |                            |
|  | コオロギ科 Gryllidae       |
|  |                            |

|  | アリヅカコオロギ科 Myrmecophilidae                                                  |
|  |                                                                                     |
|  | \| \| カネタタキ科 Mogoplistidae \| \| \| \| \| \| コオロギ科 Gryllidae \| \| \| \| |
|  |                                                                                     |
|  | カネタタキ科 Mogoplistidae                                                          |
|  |                                                                                     |
|  | コオロギ科 Gryllidae                                                                |
|  |                                                                                     |

|  | カネタタキ科 Mogoplistidae |
|  |                            |
|  | コオロギ科 Gryllidae       |
|  |                            |

ケラ科をケラ上科 Gryllotalpoidea として独立させる説もある。ただしいずれにせよ、（残りの）コオロギ上科とケラ科は近縁と見られている。さらにアリヅカコオロギ科とカネタタキ科をカネタタキ上科 Mogoplistoidea として独立させる説もあるが、分子系統からは側系統となる。逆に、姉妹群の Schizodactylidae をコオロギ上科に含める説もある （Gwynne 1995）。
コオロギ科（Gryllidae）が最大の科で、多くの亜科に分かれる。これをいくつかの科に分割する説もある。逆に、アリヅカコオロギ科・カネタタキ科をアリヅカコオロギ亜科 Myrmecophilinae・カネタタキ亜科 Mogoplistinae としてコオロギ科に含める説もある。

## 鳴き声

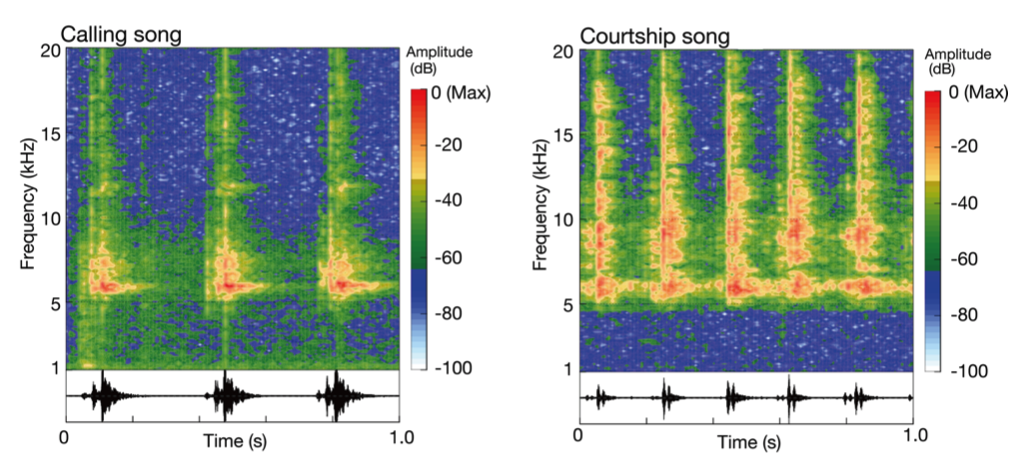
フタホシコオロギの誘因歌（左）と求愛歌（右）の周波数スペクトル

オス成虫の羽にはやすり状の発音器や共鳴室があり、羽をこすりあわせて鳴き声を出す。鳴き声の周波数は4,000 - 5,000Hzと言われている。コオロギの耳（鼓膜）は、前肢の脛（すね）の位置にあり、ヒトよりも広い周波数（数百Hz - 40kHz ）の音を聞き分けることができる。
鳴き声は種によって異なり、音を出すコオロギ類は110種が知られる。。鳴くのは雄だけであり、雌を呼び寄せるときに鳴くほか、「喧嘩の際の威嚇」や「縄張りを知らせる」ために鳴いている。雄は数種類の鳴き声を使い分けることができ、フタホシコオロギの鳴き声には、雌を呼び寄せるための誘因歌（callingsong）、近づいてきた雌に求愛するための求愛歌（courtshipsong）、雄同士の喧嘩の際の闘争歌（aggressivesong）の3種類があることが知られている。これらは、音の長さ（リズム）や高さ（周波数）が異なり、人間の耳でも区別することができる。『オックスフォード英語辞典』は、コオロギ「cricket」の説明として「バッタ目に属する足の短い昆虫。オスは特徴のある音楽のようなさえずる音を発する」と記述している。
ハバナ症候群
2016年、キューバの首都ハバナでアメリカとカナダの外交官が体調不良を訴える「ハバナ症候群」が報告された。病気の原因はいまだ不明だが、地区に生息するコオロギの鳴き声を原因とする説がある。研究者は「この種はコオロギの中でも羽をふるわせる速度が最も速く高音で鳴くため、不慣れな人は不快に感じるかもしれない」と話している。

### 鳴く虫文化

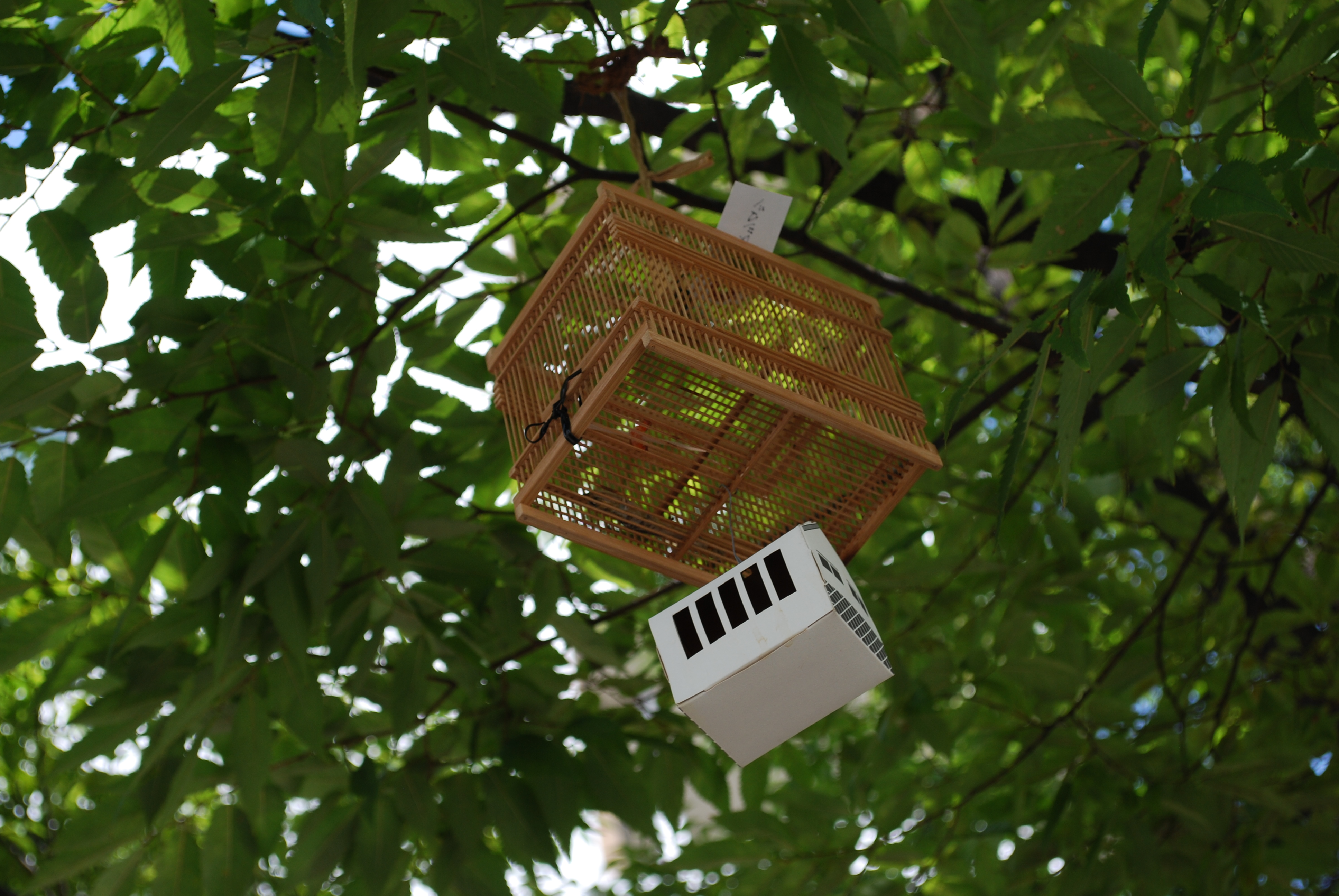
街路樹に吊るされた虫籠（兵庫県伊丹市、鳴く虫と郷町）

コオロギを飼ってその鳴き声を楽しむ文化は古代ギリシャまで遡ることができ、ヨーロッパやアジアなど世界各地で見られる。ギリシャでは、2 - 3世紀の作家ロンゴスの小説『ダフニスとクロエー』や、他のギリシャ詩人の詩にもコオロギをペットして飼うことが語られている。スペインやポルトガルでは19世紀後半に、コオロギを籠に入れて歌を楽しんでいた。ミサの間に歌わせるように、教会でも飼われていた。アフリカではコオロギは、眠る際の音楽替わりとして高値で取引された。アフリカのある地方では、コオロギの歌には魔力があると信じられていた。
日本

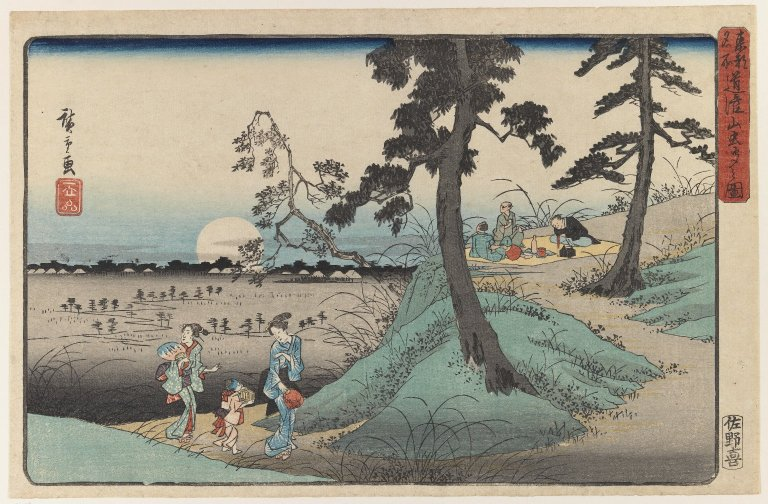
江戸時代の虫聞きの名所・道灌山（江戸自慢三十六興、歌川広重）

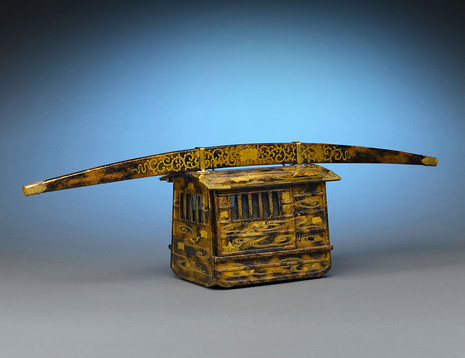
駕籠（かご）型の虫籠、1850年頃

日本ではコオロギは身近な昆虫の一つで、『万葉集』（8世紀後半、奈良時代）の昔からその鳴き声を趣があるものと捉えていた。万葉集にはコオロギの歌が7首あるが、当時の「こおろぎ」は、鳴く虫の総称として使われていた。平安時代には鳴く虫をカゴに入れて声を楽しむ風流が貴族階級に流行した。『新古今和歌集』や『枕草子』には「こおろぎ」に代わって「きりぎりす」が登場するが、この「きりぎりす」は現在のコオロギ類を指すと考証されている。気象庁は、植物の開花日や動物の初見日・初鳴日を記録する生物季節観測を行なっており、地域ごとに観測する選択種目に、エンマコオロギの初鳴日が含まれている。
動物の鳴き声を、人の言葉に当てはめて聞くことを「聞きなし」と言い、エンマコオロギは「コロコロ…」「ヒヨヒヨ…」「コロリーコロコロリー」「コロコロリー」などで表現される。童謡『蟲のこゑ』に登場するコオロギの鳴き声は「キリキリキリキリ」という擬声語で表現されており、カマドコオロギだといわれている。
中国
中国では、コオロギの鳴き声を楽しむ風習は8世紀中頃、唐の天宝時代に宮廷で始まった。現在でも、大都市の花鳥魚虫市場で、多種多様な容器と共にコオロギやキリギリス類など30種以上の虫が売られている。飼育容器は多種多様でヒョウタンや竹ヒゴ、陶土などを使い、変化に富んだ形のものを作り出している。また小さい携帯容器に入れた小型の鳴く虫を、ポケットに持ち歩きながら声を楽しむ習慣もある。コオロギの容器は、映画「ラストエンペラー」にも登場し、映画に登場するコオロギは、愛新覚羅溥儀を象徴したと言われている。
ドイツ
ドイツの鳴く虫文化の発祥は古く、1655年の木工芸取扱業者による販売品カタログに「コオロギの家」の項目がある。「コオロギの家」は小さな木造りの家で、いくつかの小窓があり、扉を開けて中に虫を閉じ込める。虫の姿形ではなく鳴き声を楽しむための虫籠であり、3-4つの部屋をもつ集合住宅では三重唱や四重奏を楽しむこともできた。18世紀末にはドイツ南部でコオロギの飼育が確立し、多くの町に「コオロギの家」を売る商人がいた。人々は籠を家の窓際に吊り下げて鳴き声を楽しんでいた。コオロギが生息しないドイツ北部では、鳴く虫としてヤブキリが飼われ、紙製の「ヤブキリの家」が売られていた。20世紀になる頃、ドイツの鳴く虫文化は急速に消滅していく。現在では「コオロギの家」はベルヒテスガーデンの民族博物館で展示、販売されている。オーストリアのザルツブルクやチロル地方でもコオロギが飼われていたが、20世紀後半にチロル州では動物保護協会により、「コオロギの家」の売買が禁止された。
イタリア

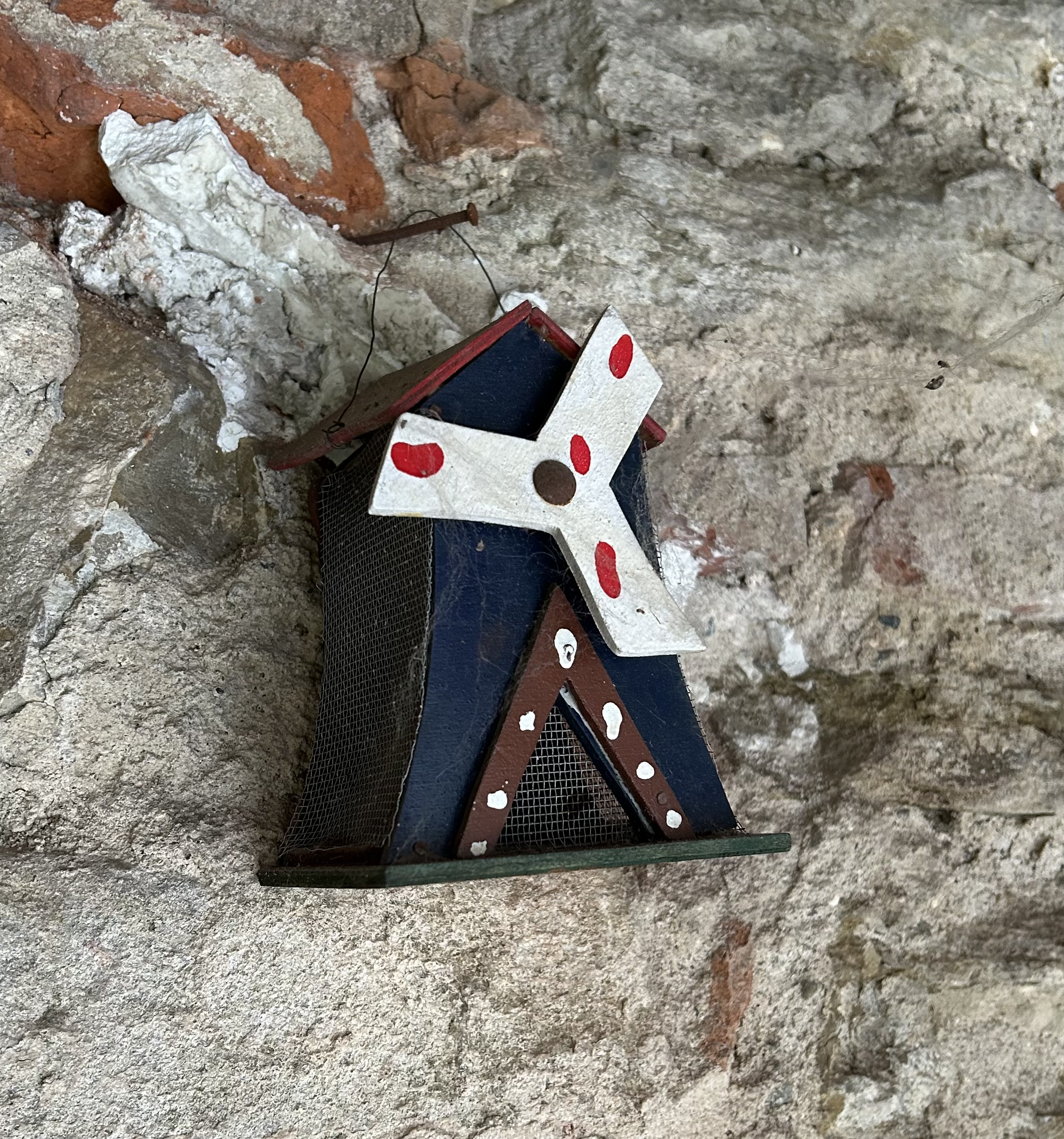
コオロギフェスタで販売された木造のコオロギの家（1995年頃、イタリア）

イタリアでは、フィレンツェのコオロギフェスタ（Festa del grillo）は歴史があり有名である。毎年、昇天の日にカスチィーネ公園で行われ、コオロギを伝統的なカラフルな箱に入れて売っている。コオロギは幸せを運んでくると信じられ、人々は祭りで購入した虫籠を窓際に吊るしていた。しかし1999年にフィレンツェ市が動物保護のためコオロギの販売を禁止したため、現在では複製のコオロギを入れて販売している。

#### 音楽
日本
- 福田蘭童（1905 - 1976）の尺八独奏曲「蟲月夜」は、コオロギの鳴く音を模す[63]。
- 多田武彦（1930 -）男声合唱曲「木下杢太郎の詩から」第2曲「こおろぎ」[63]。
- 文部省唱歌の「蟲のこゑ（虫のこえ）」は、マツムシ、スズムシ、コオロギ（古語においてはキリギリス）、ウマオイ、クツワムシの音色を「聞きなし」により表している[53][63]。

海外
- ジョスカン・デ・プレ（1440? - 1521、フランス）の世俗歌曲「コオロギは良い歌い手」は、コオロギの鳴き声を模す[63][64]。
- トマス・モーリー（1557 - 1603、イギリス）の小曲「コオロギ」[63]。
- シャルル＝ヴァランタン・アルカン（1813 - 1888、フランス）の夜想曲第4番「こおろぎ」は、ピアノでコオロギの鳴く音を奏でる[63]。
- ヴィンチェンツッオ・ビッリ（1869 - 1938）のイタリア民謡「こおろぎは歌う」[63]。
- マルセル・アモン（1929 -、フランス）の『コオロギのシャンソン』は、コオロギと一緒に楽しくお喋りをする様子を歌う[65]。
- 韓国の童謡「コオロギの歌合戦」[63]。
- マルコス・ヴァーリ（1943 -、ブラジル）のボサノバ「コオロギはアナマリアのために歌う」[66][67]。
- ビートルズのアルバム『アビイ・ロード』に収録されている楽曲『ユー・ネヴァー・ギヴ・ミー・ユア・マネー』（You Never Give Me Your Money）には、次曲『サン・キング』（Sun King）へのつなぎにカウベルとコオロギの鳴き声のサウンドエフェクトが収録されている[68]。
- ビリー・ジョエルの「グッドナイト・サイゴン〜英雄達の鎮魂歌」には、曲の前後にコオロギの鳴き声が収録されている[69]。
- 睡眠用BGMやスマートフォンの睡眠用アプリに、コオロギやキリギリスの鳴き声が使われている[70][71]。

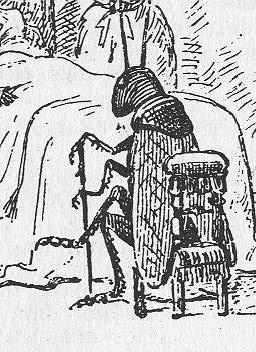
『ピノッキオの冒険』のしゃべるコオロギ

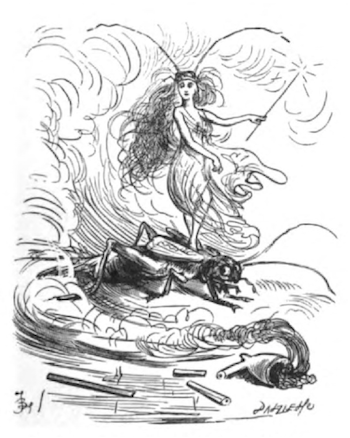
チャールズ・ディケンズ『炉端のこおろぎ』の挿絵

#### 文学、演劇、映像
日本
- 万葉集（8世紀後半、奈良時代）にはコオロギの歌が7首ある[56]。
- 小林一茶（1763 - 1828）の俳句「こおろぎのころころ一人笑ひ哉」などに描かれる[72]。
- ラフカディオ・ハーン（小泉八雲）（1850 - 1904）の『草ひばり』に、自身が飼っていた草ひばり（クサヒバリ科の小型のコオロギ）を亡くした悲しみが描かれる[43][73]。

海外
- 1500年前の中国の『詩経』には、コオロギが鳴くさまが描かれている[5]。杜甫の五言律詩にもコオロギの鳴き声が出てくる[64]。
- 英国の詩人であるジョン・キーツの詩『Ode to Autumn』（1819年）に「Hedge-crickets sing; and now with treble soft（コオロギが歌い、そして今、高音で柔らかく歌う）」という行がある[74]。ジョン・キーツは詩『キリギリスとコオロギに寄せて(On the Grasshopper and Cricket)』（1884年）でも、キリギリスとコオロギの鳴き声を「大地の歌」になぞらえている[36][75]。
- チャールズ・ディケンズの小説『炉端のこおろぎ』（1845年）の「Chirps」というセクションは、囲炉裏で鳴くコオロギが家族の守護天使となる物語である[76]。
- カルロ・コッローディの児童書『ピノッキオの冒険』（1883年）は、「Il Grillo Parlante（しゃべるコオロギ）」をキャラクターの一つとしている[77]。
- ディズニーの「ピノキオ」では、コオロギのジミニー・クリケットは歌と口笛が上手という設定である[78]。
- チェコアニメのコオロギくんシリーズ『コオロギくんとバイオリン』（1978年）などは、ヴァイオリンが得意なコオロギが主人公である[79][80]。
- ベトナム映画『青いパパイヤの香り』（1993年）では少女がコオロギの鳴き声を愛でている[64]。
- アメリカでは、20世紀末に、文学、演劇、映画において、コオロギの鳴き声は静寂を表すようになった[81]。集まった人々が黙り込んでいることの俗語として「コオロギ（Crickets）」と言うこともある[81]。

## 利用

### 闘蟋・コオロギ相撲
中国では、8世紀中頃、唐の天宝時代の宮廷で、のちの賭博としての闘蟋（斗蟋/とうしつ、秋興、コオロギ相撲）が貴族の遊びとして始まった。南宋末期の宰相賈似道は闘蟋に傾倒し、コオロギ相撲のための飼育書『促織経』を著している。ナワバリ性の強いコオロギの闘争心を利用し、秋（9 - 11月）にオス同士を喧嘩させる。闘盆というリングに2匹の雄を入れ、ネズミのヒゲを植えた筆で触角などを撫でて興奮させると、噛み合い、投げ飛ばし合う大ゲンカになる。勝った個体が負けた個体に対して、「リリリリリ」と勝ちどきをあげるように鳴いてリングを一周するため、勝敗が分かりやすい。優勝したコオロギは「虫王」「将軍」などの称号で呼ばれる。戦いは数分で終わりあっけないが、8月末にコオロギを入手し、9月に練習試合で闘わせて強いコオロギを選び、10 - 11月の「虫王」を決するチャンピオン大会に参加する道のりを楽しむ。歴史的には闘犬などと同様に賭博として栄えてきた側面を強く持つ。今日では、大人が行う賭け事としてだけではなく、健全な娯楽活動や民族的活動とみなされ、スポーツとして認可されている競技大会もある。中国で闘蟋に使われるのはフタホシコオロギやツヅレサセコオロギ、エンマコオロギである。コオロギは大切に飼育され、コオロギ専用の漢方薬が開発されるなど、強い個体にするために様々な工夫が行われる。文化大革命の際には一時廃れていた時期もあったが、現在も北京、天津、上海など全国各地にコオロギ協会があり、様々な規模の試合や大会が開催されている。この遊び（賭博）は、飼育技術や道具類、美術工芸、昆虫学、文学などコオロギ文化を高度に発達させている。

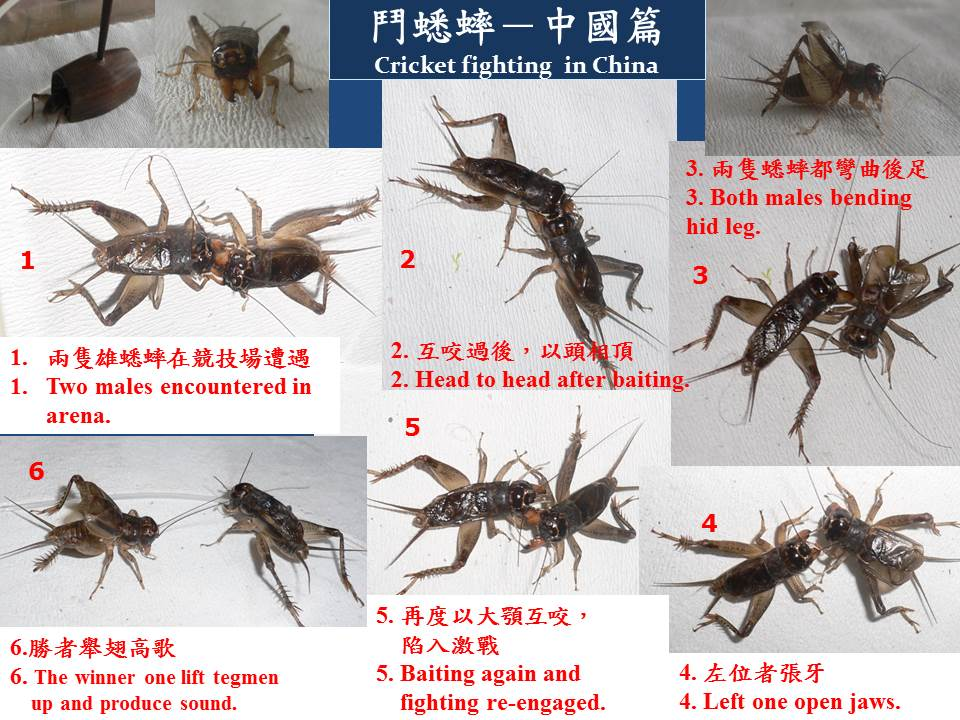
闘蟋（中国）

闘蟋は、台湾、バリ島、日本にも伝わっている。多摩動物公園では、コオロギ相撲を体験できるプログラムを実施している。日本で使うコオロギの種類は、エンマコオロギ、タイワンコオロギ、タンボコオロギ、ツヅレサセコオロギ、オカメコオロギなどである。

### 動物の飼料

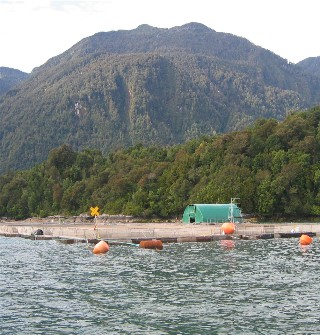
チリの水産養殖設備

#### ペット
カエルなど両生類、トカゲなど爬虫類、大型肉食魚など肉食の愛玩動物のための生き餌としてヨーロッパイエコオロギや、フタホシコオロギの人工繁殖、販売が行われている。主にペットショップなどで爬虫類用の餌として売られていて、1993年からコオロギを爬虫類の餌として養殖する「月夜野ファーム」では、フタホシコオロギが、100g（約100匹）あたり2000円程度で入手できる。コオロギは変温動物のため、ペットに与える前に冷蔵庫で冷やしておくと不活発になり、ペットが捕まえやすくなる。
爬虫類の高尿酸血症・痛風については、コオロギ食に限ったものではない。原因として最も多いのは、脱水、腎障害、タンパク質（プリン体を多く含む）の過剰摂取である。
タンパク質の過剰摂取による痛風は、特に草食性の爬虫類に関連し、キャットフードを食べるグリーンイグアナでよく見られる。雑食性のフトアゴヒゲトカゲは、成長に伴い食性が昆虫食中心から野菜食中心に変わるため、成体にコオロギなどの動物性タンパク質の多い食事を与えていると、肥満や痛風になる可能性がある。フトアゴヒゲトカゲの痛風の原因は明らかではないが、その他にも脱水、飢餓、肥満、腎機能障害、遺伝的素因など、いくつかの異なる要因によって引き起こされる可能性がある。
12匹のフトアゴヒゲトカゲの成体を対象とした研究では、体重の1%にあたるコオロギを摂取した後に、平均で最大4mg/dLの血漿尿酸値の増加が見られたが、48時間後には元に戻っていることがわかった。食事量は最大尿酸濃度に有意な影響を及ぼさなかった。このことにより、フトアゴヒゲトカゲから臨床評価のためにサンプルを取得する場合は、採血の前に48時間以上食物を控えるべきであることが示唆された。爬虫類は食後の窒素最終生成物の循環濃度のピークが遅く、肉食のヘビやトカゲでは、マウスまたはラットを摂取した後、血中尿酸濃度は少なくとも4 - 5日間は高いままだった。そのため、爬虫類の尿酸値を測定する際は、一時的な高尿酸血症と臨床的な高尿酸血症を区別するために、絶食後に採血して再測定することが必要とされる。

#### 家畜や魚介類
家畜や魚介類の飼料用として、大豆、トウモロコシ、魚粉の代わりにコオロギなどの昆虫を利用する研究や生産も行われている。世界の一部では、飼育を完全自動化するなどして、すでに昆虫が家畜や魚の飼料として利用されている。EUでは2017年に水産物、2021年にニワトリと豚の飼料に昆虫を使うことが認可されており、コオロギなど7種の昆虫が飼料として認められている。

### 人間の食料

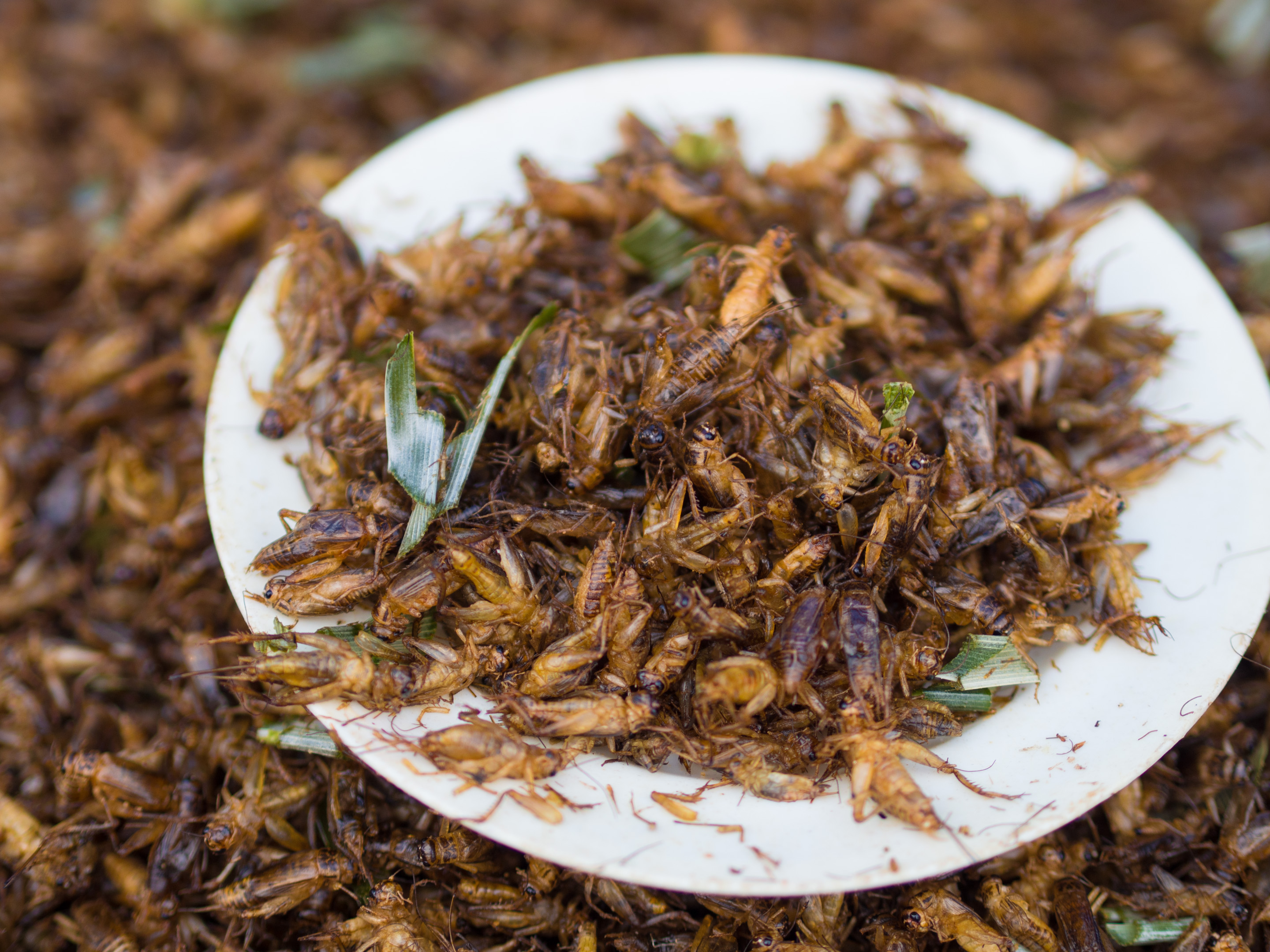
จิ้งหรีดทอด（チンリートート）- フライドコオロギ（タイ）

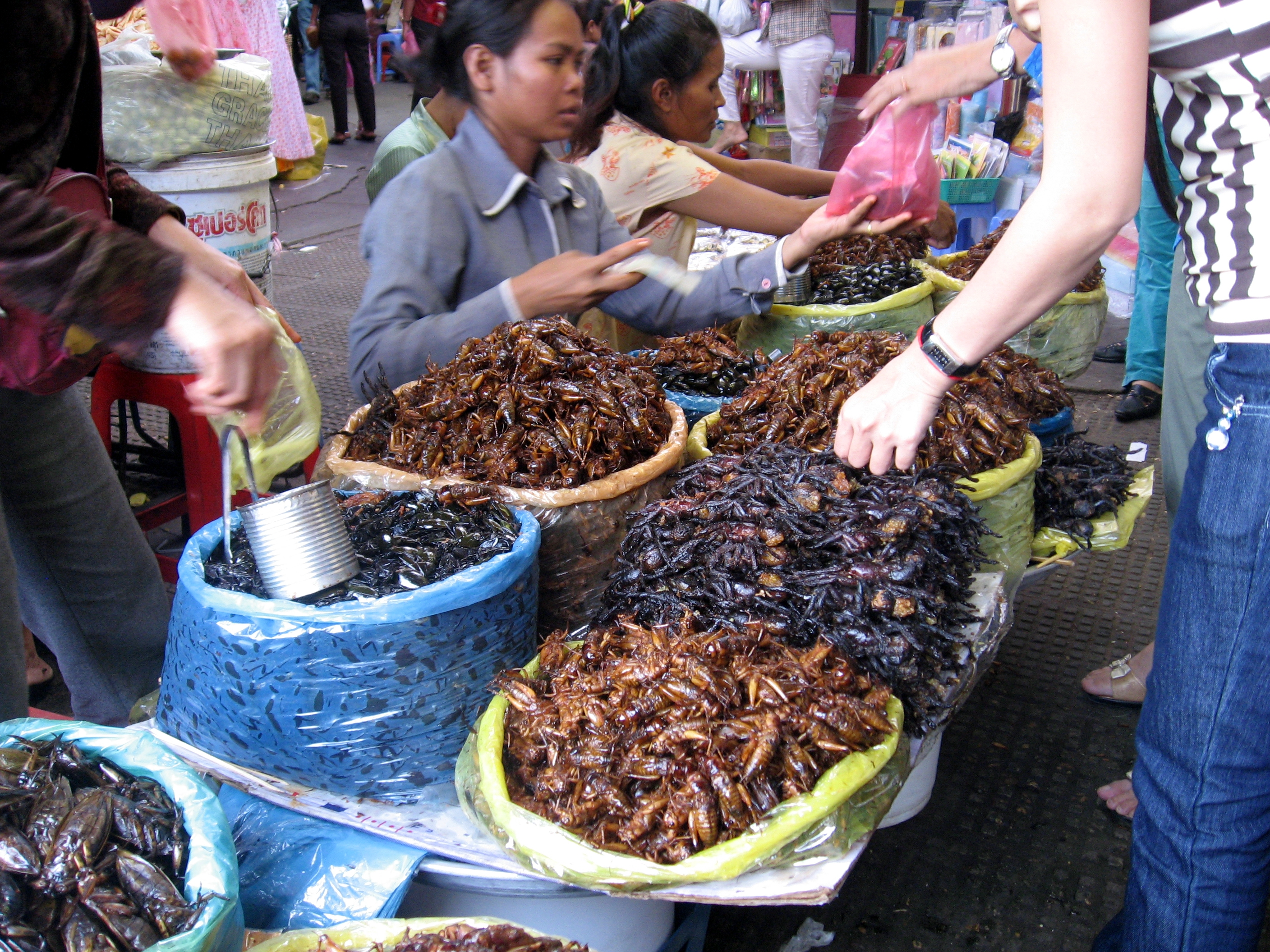
市場で売られるコオロギなどの揚げ物（カンボジア）

#### 世界
コオロギは古くから食用とされている。癖のない味だが、食べる餌によっても味が大きく変わる。アフリカ中南部やタイやラオス、カンボジアなどの東南アジア全域で伝統的に食べられ、各種のコオロギが市場で大量に売られている。タイでは串焼きのほか、イエコオロギの油炒めがあり、癖がなく食べやすいという。台湾では大型のタイワンオオコオロギを炙って食べることがあり、中国本土でもタイワンオオコオロギやフタホシコオロギ、ツチイロコオロギなどをソースと砂糖をつけて串焼きにしたり、砂糖や醤油などで煮込む料理がある。アフリカオオコオロギはナイジェリアやカメルーン、コンゴ共和国などで食べられている。

#### 日本
日本でも地域は限られているが食用利用の例がある。昆虫学者の三宅恒方が大正時代の1919年にまとめた「食用及び薬用昆虫に関する調査」の一覧に「コオロギ」が複数の府県で食べられていることが報告されている。『長野県史 民俗編 第1 - 3巻』や三橋淳(『昆虫食古今東西』)、野中健一の『昆虫食先進国ニッポン』など複数の文献にも、新潟県、福島県、長野県、山形県の一部地域において食べてきた記述がある。調理法としては、熱湯につけて締めたものを焙烙鍋で炒りつけたものや、イナゴと同じように味噌に加工したり、砂糖醤油や蜂蜜醤油で煮込む佃煮などがある。利用されていたのは主にエンマコオロギ、ヒメコオロギ、ミツカドコオロギの幼虫や成虫である。

### 今後の食料利用

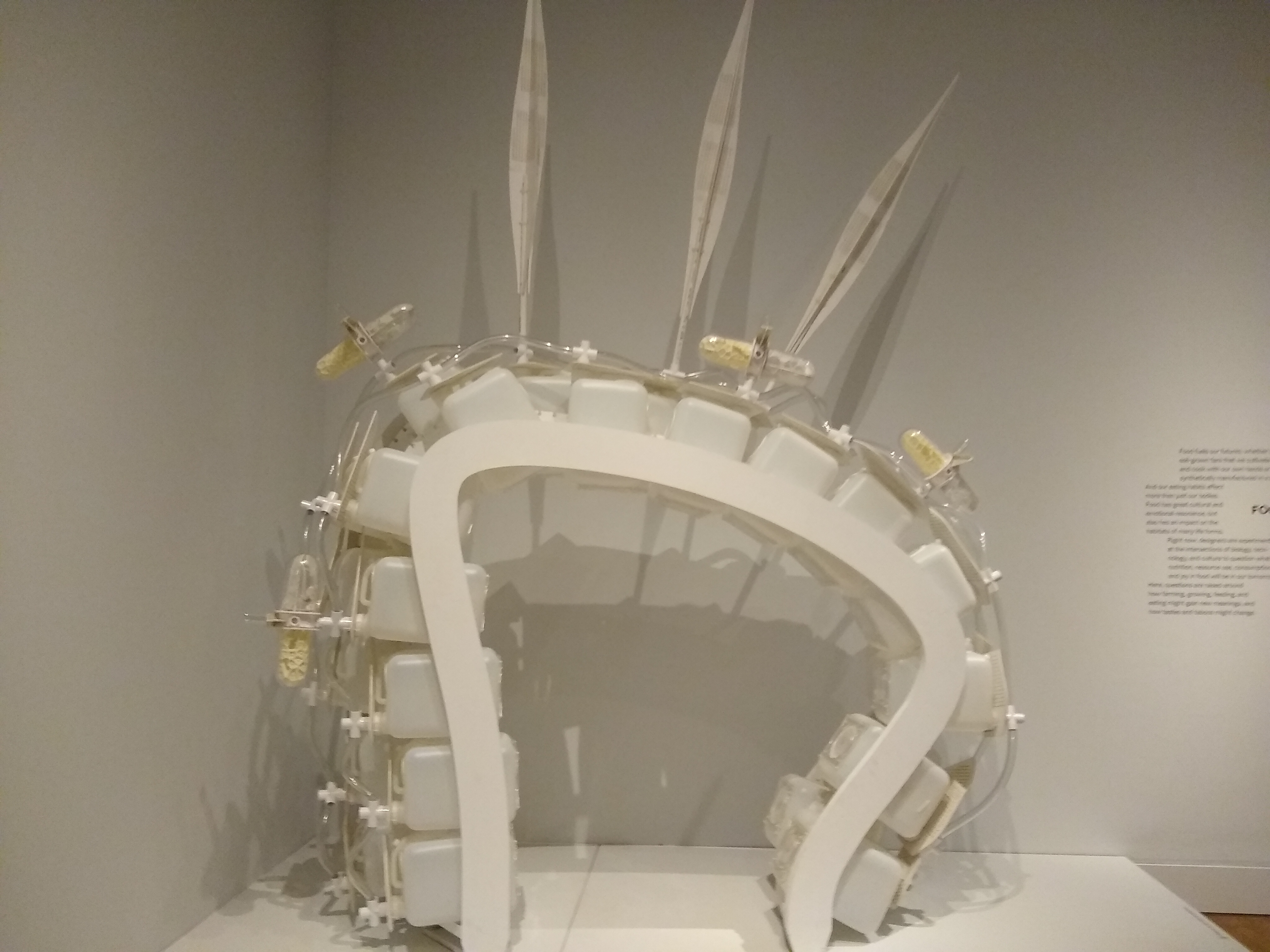
Terreform ONEがデザインした食用コオロギ農場のプロトタイプ。産卵孵化用のユニットと居住ユニットを組み合わせ、22,000匹のコオロギが飼育できる

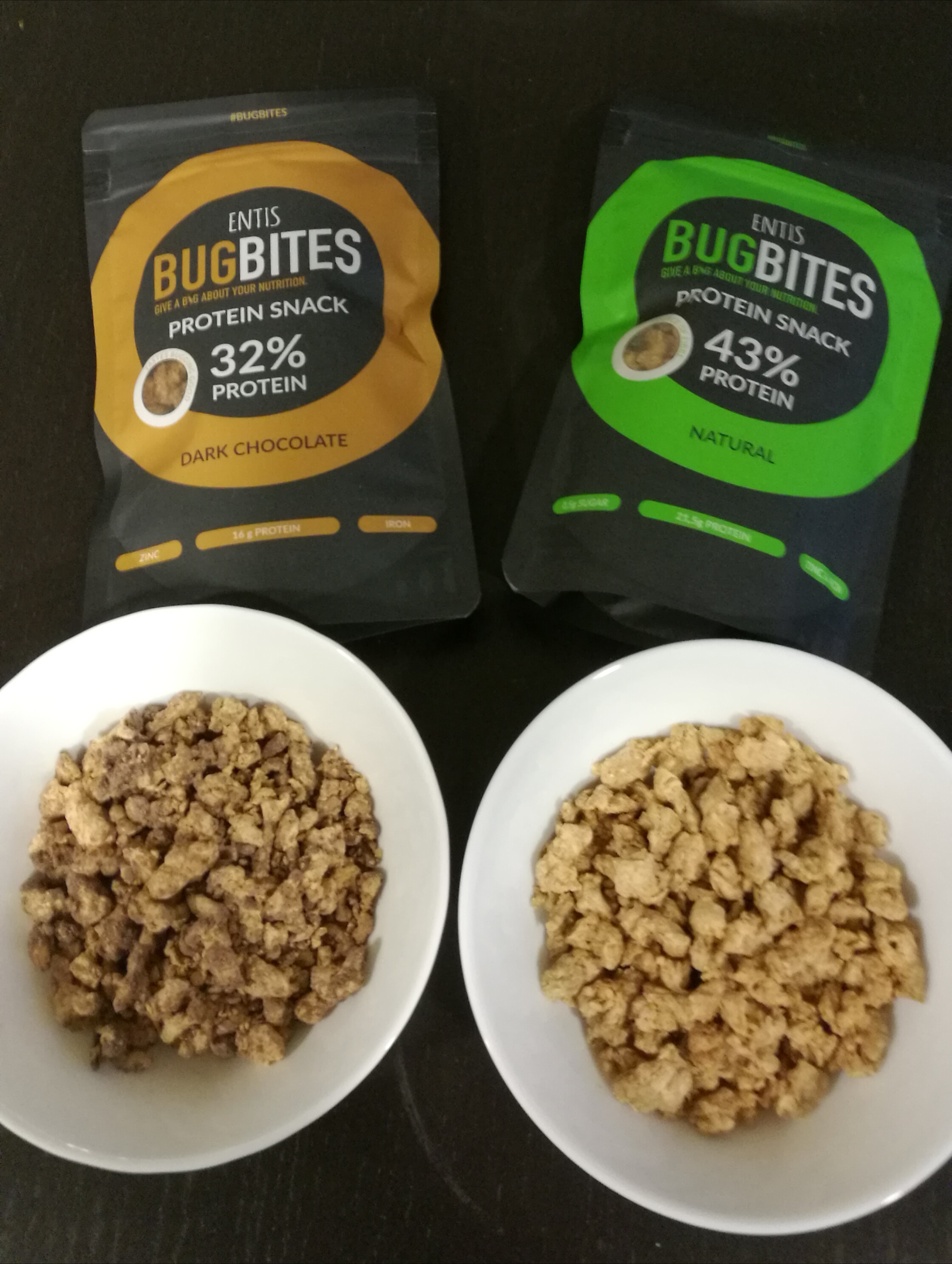
コオロギとオーツ麦を使用したスナック

2013年に国連食糧農業機関（FAO）は、将来の食糧問題の解決策の1つとして、昆虫類の活用を提案する報告書を発表した。コオロギなどの食用昆虫は、水や土地がほとんどいらず、温室効果ガスの排出量が少ないことに加え、人の食料と競合しない食品や農産物の有機廃棄物（organic side streams）を動物性たん白質製品に変換することが可能という点において関心を集めている。2021年8月17日に、欧州食品安全機関（EFSA）が、食品として安全であるとする評価を発表し、2022年2月10日から、欧州連合（EU）加盟国でヨーロッパイエコオロギの食品への使用が公式に承認された。
タイでは1998年から国全体でヨーロッパイエコオロギやフタホシコオロギなどの養殖を後押し、生産量は2006-2011年には年平均7500トン、2022年には年間2万6000トンと推定、年々増加している。2015年頃からスーパーやコンビニでコオロギを素揚げにしたスナックが、「伝統の味」「バーベキュー味」「チーズ味」「のり味」などのフレーバーで売られている。
コオロギの養殖には、主にフタホシコオロギとヨーロッパイエコオロギの2種が使われている。フタホシコオロギは、体長が3 - 4cmと比較的大きく、左右の翅の付け根の部分にそれぞれ白い斑を持つことから、「フタホシ」コオロギと呼ばれている。休眠性がないため周年飼育が可能であり、30℃以上の環境で一年中産卵・増殖する。生息域は、アジア、アフリカ、南ヨーロッパなど幅広く、国内でも鹿児島県以南で野生種が確認されている。ヨーロッパイエコオロギは、色が薄く小さく、世界中で流通しており、爬虫類などの生き餌としても多く使われている。ヨーロッパイエコオロギは身が柔らかで淡白で、フタホシコオロギは硬く締まって歯ごたえがある。その他、ジャマイカンフィールドコオロギやタイワンオオコオロギなども食用にされる。
大規模なコオロギ食企業には、カナダのEntomo Farms、アメリカのAspire Food Group、オランダのProtix、フィンランドのEntisとENTOCUBE、タイのCricket Lab、ベトナムのCricket One、日本ではグリラス(2024年11月破産)などがある。
日本は、フードテクノロジー（テクノロジーを駆使して新しい食品を開発したり調理法を発見する技術）への投資において他国に決定的に遅れをとっており、2019年の同分野への投資額はアメリカの1％に過ぎなかった。2020年、農林水産省は最先端技術の研究開発で諸外国に追いつくことを目的に、民間企業と「フードテック研究会」を立ち上げた。そして、「植物由来の代替タンパク質源」「昆虫食・昆虫飼料」「スマート育種のうちゲノム編集」「細胞性食品」「食品産業の自動化・省力化」など次世代食料の確保に向け、民間企業と規格のあり方や消費者への普及策などについて意見を交換し、ロートマップ案を策定した。農水省はフードテック官民協議会の一部会として、「昆虫ビジネス研究開発ワーキングチーム（iWT）」を設け、2022年に民間団体である研究機関や企業などでつくる「昆虫ビジネス研究開発プラットフォーム（iBPF）」が設立され、7月にコオロギの生産や利用に関する業界ガイドラインが策定された。
2020年に内閣府が創設したムーンショット型研究開発制度のうち、農林水産省が実施するムーンショット目標5のプロジェクトの1つにコオロギとミズアブを利用するものがある。ムーンショット型研究開発制度は、日本発の破壊的イノベーションの創出を目指し、挑戦的な研究開発を推進するために、関係省庁が一体となって推進する新しい制度である。そのうち、農林水産省が実施するムーンショット目標5は、1年で1億6000万円の予算が充てられ、2050年までに「余剰農産物や未利用食材の徹底利用と食材の長期保存」「藻類を用いたタンパク質源生産システム」「牛のゲップメタン削減」「環境変化に強い農作物」「減化学肥料・農薬に依存しない害虫防御」などといった研究開発を行い、世界的な食糧問題を解決するための最先端技術の創出を目指している。そして、この目標で対象となるプロジェクトの1つに、お茶の水女子大学の由良敬教授がリーダーを務める「地球規模の食料問題の解決と人類の宇宙進出に向けた昆虫が支える循環型食料生産システムの開発」という昆虫に関する研究テーマがあり、「食品残渣等を利用した昆虫の食料化と飼料化」などの研究を行う。このプロジェクトで利用する昆虫はコオロギとミズアブであり、東京農工大学、徳島大学、長浜バイオ大学、早稲田大学、東京海洋大学、東京大学、京都大学などの大学を中心に、幅広い研究・教育機関が連携して研究を進める。

#### 飼料変換効率
| 品目     | 質量        |
| -------- | ----------- |
| 牛肉     | 10kg        |
| 豚肉     | 5kg         |
| 鶏肉     | 2.5kg       |
| コオロギ | 1.7 - 2.1kg |

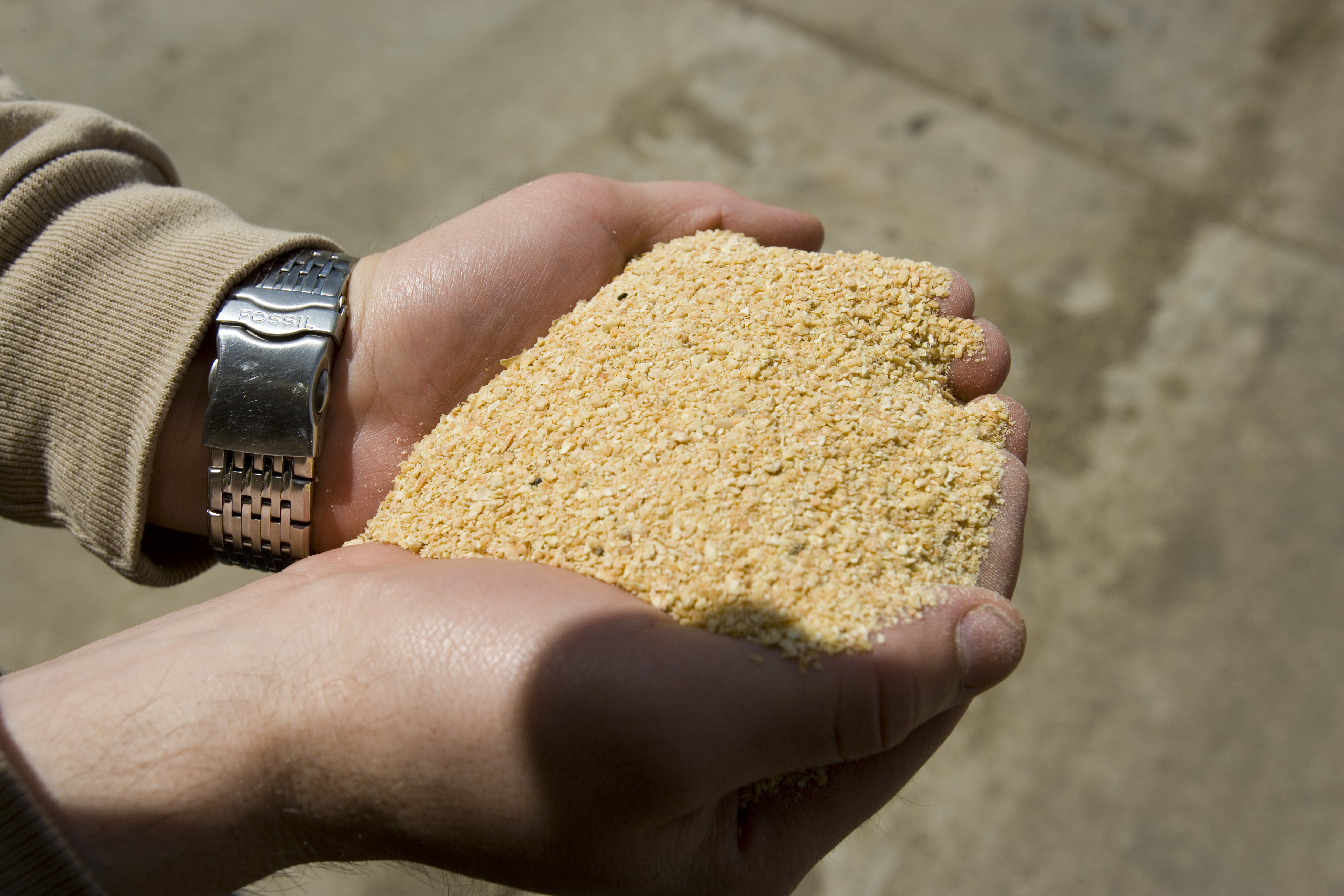
飼料用大豆

日本における食用コオロギは、穀物主体の養鶏飼料で育てられているものが多い。
1キロのタンパク質を生産するために、牛は10kg、豚は5kg、鶏は2.5kgの飼料を必要とする一方、コオロギは1.7- 2.1kgで生産できるが、養殖コオロギのエサが従来の配合飼料の場合、環境負荷やタンパク質転換効率は、品種改良により成長効率が優れた鶏と同程度であるとされている。
昆虫は、人や他の家畜の食料として利用しない食品廃棄物や農作物の残渣でも育てられ、廃棄物を有用なタンパク質へと変換し、育つ過程で生じる糞も肥料へ変換できる。
しかしながら、2015年、Lundyらは論文の中で、ヨーロッパイエコオロギ（Acheta domesticus）の成長やタンパク質の変換効率は飼料の質に依存しており、タンパク質が「薄い低品質な」有機廃棄物（low value organic side streams）では収穫可能なサイズに育たず、「昆虫養殖が世界のタンパク質供給を持続可能な形で増加させるには、他の家畜の生産に利用されていない比較的高品質な有機廃棄物を、その地域で拡張可能な形で確保できるかに依存する」「低品質な有機廃棄物からタンパク質を回収するには、育てるべき種を決めることと、プロセス・デザインが必要である」とし、また、the potential for crickets to supplement the global supply of dietary protein appears to be more limited than has been recently suggested.（コオロギが食物タンパク質の世界的な供給を補う可能性は、最近示唆されたよりも限られている様である。）とも記した。同年、Oonincxらも、ミールワームはどのような食物残渣由来のエサでもタンパク質回収効率が高く、ゴキブリは低タンパク高脂肪な残渣でもタンパク質回収効率が高いとし、コオロギは高タンパク高脂肪な残渣以外ではタンパク質を回収することができなかったと発表した。
有機廃棄物（organic side streams）の餌としての利用価値を高める研究は続けられており、2021年、東京農工大学の鈴木丈詞准教授によって、コオロギは食品ロス（で出た食品を転用した餌）では養鶏飼料に比べて成長が遅いが、ぬか、ふすま、おからを3つ同時に与えると、単体で与えるよりも養鶏飼料で育てた場合の成長速度に近づくという研究結果が発表された。既に実際の飼育・生産現場において応用、高品質なコオロギを安定的に生産する体制が出来ている。2021年から、コオロギ養殖会社「グリラス」は、エサには小麦食品加工から出る小麦ふすまをベースにした食品ロスを100%使用し、2023年1月現在、年間約5トンのコオロギパウダーを生産している。カンボジアでコオロギ養殖農家をまとめる「ecologgie（エコロギー）」は、2021年よりエサにはカンボジアの食品工場から出るフードロスを回収・加工したものを使用している。「ハイジェントテクノロジー株式会社」は、コオロギのエサに、餅の工場から発生する餅米の米ぬかを使用している。「ACORN徳の風プロジェクト」や「オールコセイ」は、コオロギのエサに、フードロスで廃棄されたレタスの外葉などを使用している。

#### 栄養価
| 略記 | 項目                 | 分量(g) |
| ---- | -------------------- | ------- |
| -    | 粗脂肪               | 7.9     |
| -    | コレステロール       | 98.5 mg |
| 14:0 | ミリスチン酸         | 0.059   |
| 15:0 | ペンタデカン酸       | 0.01    |
| 16:0 | パルミチン酸         | 1.72    |
| 16:1 | パルミトレイン酸     | 0.085   |
| 17:0 | ヘプタデカン酸       | 0.019   |
| 18:0 | ステアリン酸         | 0.654   |
| 18:1 | オレイン酸           | 1.64    |
| 18:2 | リノール酸           | 2.07    |
| 18:3 | リノレン酸           | 0.349   |
| 20:0 | アラキジン酸         | 0.019   |
| 20:1 | エイコセン酸         | 0.014   |
| 20:4 | アラキドン酸         | 0.014   |
| 20:5 | エイコサペンタエン酸 | 0.044   |

コオロギはタンパク質と脂質のバランスが良く、炭水化物は食物繊維のキチンが多く糖質が少ない。脂肪は多価不飽和脂肪酸のオメガ3脂肪酸とオメガ6脂肪酸が多く含まれる。ビタミンやミネラルも豊富に含まれる。

#### タンパク質含有量とアミノ酸スコア

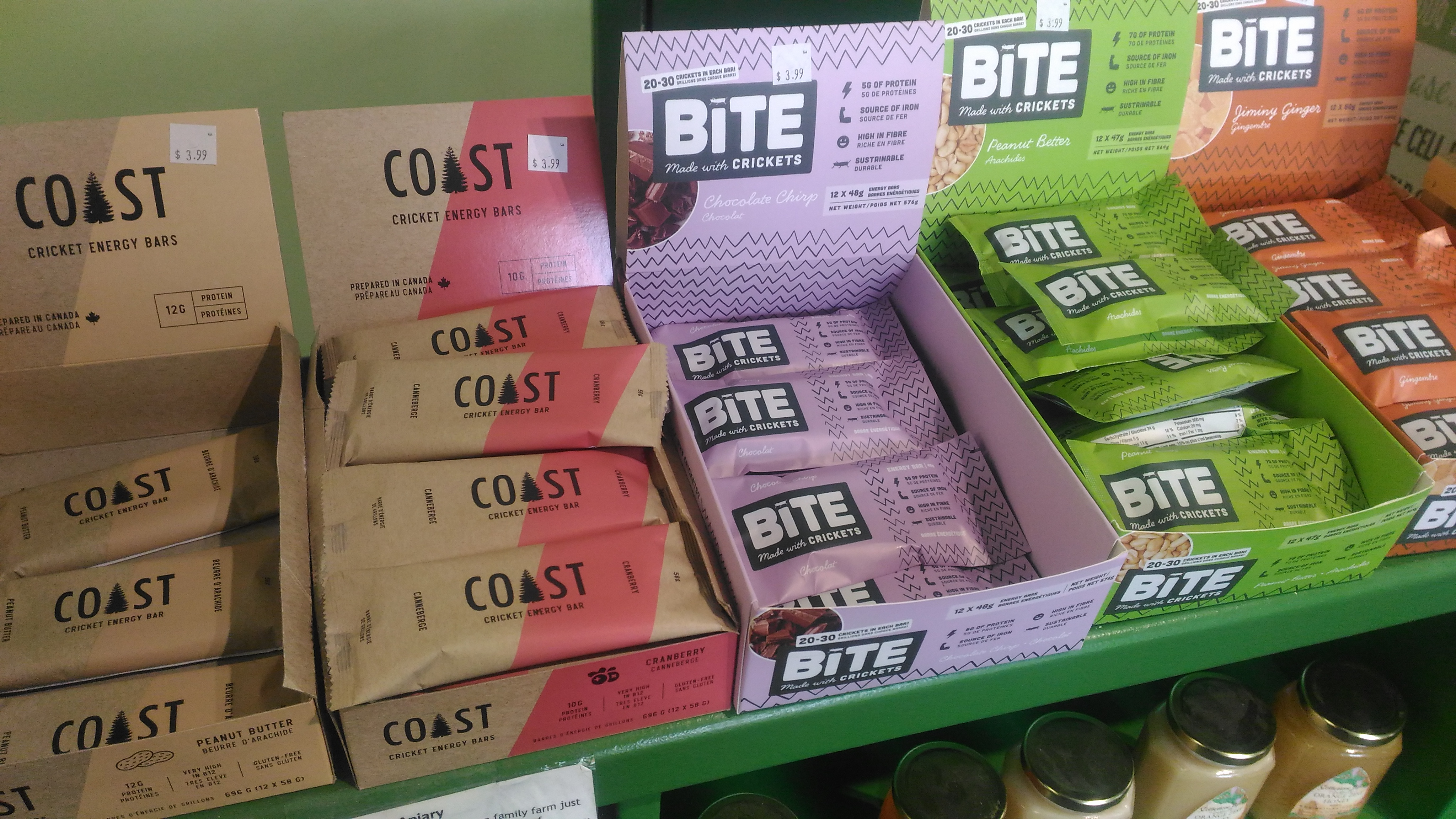
コオロギを使用したプロテインバー

タンパク質は生の重量あたり約20%・乾燥重量あたり50 - 70%と、鶏・豚・牛肉と同等の量が含まれている。また、9種類の必須アミノ酸すべてを適切な割合で含む完全タンパク質であり、アミノ酸スコア（AAS）、タンパク質効率比（PER）、正味タンパク質利用率（NPU）、生物学的価値（BV）、アミノ酸スコアで補正したタンパク質消化率（PD）が高いことから、良質なタンパク質源であると考えられている。ヨーロッパイエコオロギのアミノ酸スコアは0.91で、DIAAS（消化性必須アミノ酸スコア）は75以上と高く、他の動物性タンパク質に匹敵する消化しやすい高品質のタンパク質源である。アミノ酸スコアは、含まれる必須アミノ酸の割合に基づくタンパク質源の品質の尺度だが、タンパク質源の実際の含有量や消化率を考慮しておらず、また加工方法によっても消化率や品質は異なる。DIAASは、個々のアミノ酸の消化率を考慮した新しい手法で、PDCAAS（たんぱく質消化性補正アミノ酸スコア）よりも正確だと考えられている。DIAASは、75以上であれば優れた品質のタンパク質であるとされている。2022年の研究では、ヨーロッパイエコオロギは、幼児や子供、青年、成人のDIAASスコアが89であり、これは他の動物性タンパク質と同等であった。また、食事は単独ではなく複数の食材の組み合わせであり、動物性と植物性など他のアミノ酸組成が違う食材を摂取することで、相互に補完しあって献立全体のアミノ酸のバランスを均一化することができる。総タンパク質供給量は、食事で摂取される消化可能な必須アミノ酸の合計に基づき、単一の食材のタンパク質の質よりも重要である。昆虫のアミノ酸組成は、種類やエサ・発達段階・性別などによって異なるが、献立に加えることで、小麦や米、トウモロコシ、キャッサバなどの主食である穀物タンパク質に不足しがちなリジンやスレオニンなどの必須アミノ酸を補うことが出来る。また、複数の食材を一緒に摂ることにより、炭水化物や脂質、ビタミン、ミネラルなど必要な栄養素も、バランス良く摂取することができる。

### 食品としての安全性
各公的機関の研究によれば、特有の反応や毒性がある訳ではなく、一般に流通している食物の摂取時と同様の注意が必要というレベルである。
食品としての安全性云々以前の問題として、コオロギのみならずどんな食材でも、初めて口にする場合には、しっかりとした製造管理が出来たものを、体調万全なときに、少量づつ試してというのが基本であろう。

#### 食中毒・感染症等
野生のコオロギを採って食べる場合は、何を食べたか分からないため、採取後に1日程度絶食させて腸の中身を出させるか、腸自体を取り除いてから調理すると良い。また、生肉・魚と同様に病原体が付着している危険性があるため、火を通すのが基本である。
養殖されたコオロギを食べる場合は、通常の食肉と同様に、飼育・加工・保存過程によりカビや細菌等に汚染される恐れがある。寄生虫による食中毒のリスクは、魚介類や野生鳥獣肉同様にあり、食べる際には十分な加熱処理が必要である。また、このリスクは養殖する際に昆虫の逸走や侵入の管理をしっかり行うことでも減らすことができる。
昆虫と哺乳動物とは系統的に大きく異なるため、多くの家畜動物が媒介する鳥インフルエンザや狂牛病などの人獣共通感染症や食中毒は媒介しない例が多い。
2023年初頭、「内閣府食品安全委員会が、コオロギ食を『好気性細菌が高い』『重金属類が生物濃縮される』など危険だとして警鐘を鳴らしている」という話が広まったが、内閣府は2018年の欧州食品安全機関（EFSA）の安全性を評価する過程の文書を紹介しているだけであり、2021年にEFSAは「甲殻類アレルギー等を持つ人は症状を引き起こす可能性がある」以外に懸念点はなく、安全性に問題は無いと結論づけている。この2018年の文書で挙げられた食品の細菌や生物濃縮などの懸念は、他の肉や魚も同様で、しっかり加熱したり、餌を改良すればよい。
昆虫食並びにここに記載される様な名の知れた飼育業者は既に、高度に管理された衛生的な設備の中で食用コオロギを飼育・生産、野生のコオロギとは全くの別物であり、他の食品と同程度の安全性を保っている。

#### アレルギー
欧州食品安全機関（EFSA）による昆虫種の安全評価では、「安全な食品であるが、甲殻類やダニにアレルギーのある摂取者に対して、アレルギー反応を引き起こす可能性がある」としている。
食用昆虫におけるアレルゲンは何個か推定されているが、その中でもトロポミオシンが確実視されている。トロポミオシンは筋収縮の調節を担うタンパク質として知られ、ヒトの体内（骨格筋・心筋・上皮細胞…等）にも存在する。生物個々に違いが有り同一構造では無いが、節足動物門のクモ、動物性ハウスダストアレルギー性疾患の主因でもあるダニ・ゴキブリ、同門甲殻類のカニ・エビ、軟体動物門のタコ・イカ、貝類等の、多くは無脊椎動物を摂取・接触した際に交差アレルギー反応を起こす事がある。
ただし、国立病院機構相模原病院臨床研究センター内食物アレルギー研究会資料によれば、エビアレルギー患者でカニに症状を示すのは65％、甲殻類と軟体類、貝類の交差反応性は20％程度である。またFAOの報告書は、節足動物のアレルギーがない多くの人には、アレルギーのリスクは低いだろうとしている。
また、エビ・カニ類にはアレルギー反応が出てもバッタ類では現れないという事例報告もある。甲殻類アレルギーを持たないにも拘らず昆虫食で重篤なアレルギー症状を起こした例の研究報告があるが、原因は過度の睡眠不足と肉体疲労との事である。
NPO法人食用昆虫科学研究会・副理事長の水野壮によれば、昆虫を日常的に消費するタイや中国では、カイコの蛹やバッタを食することでアナフィラキシーを引き起こしたケースが多数報告されているとの事であるが、同理事長・佐伯真二郎によれば、タイでは、生産消費共に増加しているが（#今後の食料利用参照）、食物アレルギーの発症が増えたという報告はないとの事である。
コオロギ食品の主要販売元であるTAKEOは、上記の様に摂取に問題が出なかった例またはその逆を挙げ、それと併記で、甲殻類アレルギーの方には「おすすめはできない」としている。
甲殻類及び近縁アレルギー反応を起こした経験、若しくは同アレルギー疾患の検査で反応を示した事のある者は、コオロギの摂取（粉の誤吸引含む）・接触は慎重を期すべきであろう。

#### プリン体（体への影響・含有量）
高尿酸血症の主な原因は生活習慣・薬物・腎不全・遺伝子疾患等により、尿酸の合成過剰、排泄低下、または両混合が起きる事による。
プリン体は、食物から取り込まれたり、エネルギー代謝、細胞の新陳代謝の際、産生・再利用される。核酸やアデノシン三リン酸(ATP)の構成成分で、生命維持に必要な成分・物質である。通常、体内で再利用されるが、過剰に生じた場合は肝臓で分解され、最終的に尿酸に代謝される。動物の高尿酸血症は、主に進化の過程で尿酸オキシダーゼ（ウリカーゼ、尿酸酸化酵素）の活性を失った種に起きる。それはヒトを含む霊長類、鳥類、陸生爬虫類、円口類、双翅目以外の昆虫、環形動物などである。同物質が失活している為、プリン塩基を同物質で酸化、水溶性の高いアラントインという物質にする事が出来ず、尿酸がプリン異化の最終生成物となる。
尿酸は適量であれば問題は無い。体組織を酸化から守っているという説もある（抗酸化物質説）。だが、その産生と排出のバランスが崩れ蓄積し始めると、尿酸は水溶性が低い為、体温の低い体の末梢部で析出、結晶化（主に尿酸ナトリウム結晶（MSU）であり針状結晶）する。特に白血球の一種の好中球がその捕食を行うが、その際、各所に炎症が引き起こされる。
コオロギのプリン体含有量は、肉と同程度かやや高く、種類や発達段階、性別、加工や調理によっても異なる。2014年に、M Bednářováらが「乾燥コオロギの幼体に含まれる尿酸とプリン体の総量」を調べた研究によると、ジャマイカンフィールドコオロギ（Gryllus assimilis）の幼体のプリン体及び尿酸の含有量は100g当たり3141.93mgに達し、ミールワーム等の他の虫と比べても多量だった。ただし、このうち2218.81mgはプリン体の代謝産物（老廃物）の尿酸であり、プリン体と異なり口から摂取しても体内に吸収されず、血中の尿酸値は増加しない。また、2021年にM Sabolováらが乾燥重量の総プリン体含有量を調べた研究では、ヨーロッパイエコオロギ（Acheta domesticus）のメスが100gあたり601mg（水分70%だと180.3mg）、オスが696mg（水分70%だと208.8mg）で、「一般的な食肉と比較し、同等かやや高い」「低プリン体食には適していない」という結論だった。一般的な食肉（鶏、豚、牛、鮭）は、乾燥重量の100gあたり361 - 553mgで、鶏レバーは1248mg（水分75％だと312mg）である。
既出TAKEOの見解は、「鶏レバーと比較すると、コオロギのプリン体は同程度とも言えるかも」、「痛風や高尿酸血症の方への影響の程度は今後の研究が待たれますし、私たちも注意していきます。」「結局は食べる量の問題」「生のコオロギの水分量は約70％であるため、水分量補正をしてプリン体のリスクを適切に評価し、食べるかどうかの判断をしてください」である。
プリン体を多く含む他の食品（肉・魚介類、アルコールなど）同様、高尿酸血症・痛風患者やそのリスク群は摂取量に留意すべきであろう。

### 薬用
日本ではコオロギを服用すると解熱や利尿の作用があるとか、赤痢や疳の虫などに効果があるという民間療法があった。多くは効果が疑わしいものだが、解熱作用に関してはグリピリン（grypyrin）という有効成分が発見され、1950年代に研究対象となったことがある。
なお、近年の日本では「コオロギの食用は妊婦に禁忌」という話が広まっているが、実際にはコオロギは広い範囲で食用、薬用とされており、妊婦や胎児への有害性は知られていない。先述のEFSAの調査のような現代的な検査でも同様である。